# Choucador élisabeth
Lamprotornis elisabeth
Espèce
Statut de conservation UICN

 LC  : Préoccupation mineure
Le Choucador élisabeth (Lamprotornis elisabeth) est une espèce de passereau de la famille des Sturnidae.

## Distribution
On le trouve au Botswana, République démocratique du Congo, Kenya, Malawi, Mozambique, Namibie, Ouganda, Tanzanie, Zambie et Zimbabwe.